# Договори от Локарно
Договорите от Локарно са седем споразумения, договорени на „конференцията от Локарно“, Швейцария състояла се от 5 до 16 октомври 1925 г. и подписани на 1 декември в Лондон. Влизат в сила на 10 септември 1926 г. с приемането на Германия в Обществото на народите.

## Участници
На Конференцията от Локарно участват германския райхсканцлер Ханс Лутер и външен министър Густав Щреземан, както и представителите на Италия (Бенито Мусолини), Великобритания (Остин Чембърлейн), Белгия (Емил Вандервелд), Франция (Аристид Бриан), Полша (Александър Скржински) и Чехословакия (Едуард Бенеш).

## Цели
Повод е писмената кореспонденция между Великобритания, Франция и Германия през лятото на 1925 г. след като германския външен министър Густав Щреземан прави предложение за взаимно гарантиране на границите. Мирното развитие на Европа е предпоставка за така важните американски кредити.
С помощта на договори страните победителки в Първата световна война правят опит да нормализират отношенията си с победена Германия. На заден план стои и факта, че едностранно предоставения от Германия статут най-облагодетелствана нация (условие от Версайския договор) на Страните-победителки е изтекъл на 10 януари 1925 г. Германия е свободна сама да определя своята търговска политика, експортно ориентираните предприятия във Франция и Великобритания настояват за политическо разведряване. Преобладава и скептицизма на западните сили от подписания през 1922 г. Рапалски договор между Руска Съветска Федеративна Социалистическа Република и Германия.
За Германия договорът е преди всичко важен, за да разчупи международната изолация и да не изпадне в застой ревизионната политика на правителството за освобождаването на Рейнланд. Щреземан е готов за тази цел да се откаже формално от Елзас–Лотарингия и Източна Белгия, за да ремилитаризира Рейнланд и в случаи на гранични спорове би се подчинил на решението на Обществото на народите.
Не маловажен аспект е сключеният през 1921 г. военен съюз между Франция и Полша, който обезсилва договорите от Локарно.
Щреземан цели, при евентуален конфликт с Полша, какъвто той не изключва, да избегне война на два фронта; нарушаване на германско–френската граница означава автоматично намесата на гаранционните сили, в бъдеще Франция не е възможно да оказва военна помощ на Полша без да изпадне в конфликт с Великобритания и Италия. Външният министър на Франция Бриан потвърждава наистина френския съюз с Полша с един формален гаранционен договор, който също е подписан на 19 октомври
1925, въпреки това за всички информирани съвременници е ясно, че полската сигурност е отслабена с международните гаранции за германската западна граница. Полските опити да запуши тази празнота и за източногерманската граница с аналогични международни гаранции са многократно отхвърляни от Германия.

## Последствия
Локарнските споразумения се считат за фундамент на подобрения дипломатически климат в Западна Европа за периода 1924 – 1930, въпреки продължаващото източно–европейско напрежение. „''Духът на Локарно“ е усетен с приемането на Германия като постоянен член в Обществото на народите през септември 1926, плановете Дауес и Йънг и американските заеми, изтеглянето на съюзническите окупационни войски от Рейнската зона през 1930 г.
Конференцията от Локарно и последвалите договорености, се разглеждат като увертюра към Втората световна война. Защитавайки единствено своите интереси, Франция и Великобритания изготвят такива договори с Германия, които ѝ указват посоката за бъдеща агресия и дават възможност за реализация на желаната от Берлин ревизия.
Съветския съюз не участва в процеса на разведряване в Европа и е изолиран от западните сили.
За ангажираността си Густав Щреземан и френският му колега Аристид Бриан са удостоени с Нобелова награда за мир за 1926.